# Sainte-Colombe-de-Villeneuve
Sainte-Colombe-de-Villeneuve é uma comuna francesa na região administrativa da Nova Aquitânia, no departamento Lot-et-Garonne. Estende-se por uma área de 19,41 km². Em 2010 a comuna tinha 507 habitantes (densidade: 26,1 hab./km²).